# Vanløse Sogn
Vanløse Sogn er et sogn i Valby-Vanløse Provsti (Københavns Stift). Sognet ligger i Københavns Kommune; indtil Kommunalreformen i 1970 lå det i Sokkelund Herred (Københavns Amt). I Vanløse Sogn ligger Vanløse Kirke.
I Vanløse Sogn findes flg. autoriserede stednavne:
- Islev (station)
- Jyllingevej (station)
- Vanløse (bebyggelse, ejerlav)